# Scambus parviceps
Scambus parviceps là một loài tò vò trong họ Ichneumonidae.